# Liste der denkmalgeschützten Objekte in Plainfeld
Die Liste der denkmalgeschützten Objekte in Plainfeld enthält die denkmalgeschützten, unbeweglichen Objekte der Gemeinde Plainfeld.

## Denkmäler
| Foto |                 | Denkmal                                                         | Standort                              | Beschreibung | Metadaten |
| ---- | --------------- | --------------------------------------------------------------- | ------------------------------------- | --- | --- |
| ja   | Datei hochladen | Pfarrhof HERIS-ID: 13344 Objekt-ID: 9521                        | Dorf 5 Standort KG: Plainfeld         | Südlich der Kirche um 1800 zweigeschoßiger Bau unter einem Walmdach. | BDA-Hist.: Q38175751 Status: § 2a Stand der BDA-Liste: 2025-06-30 Name: Pfarrhof GstNr.: 31/2                                             |
| ja   | Datei hochladen | Kath. Pfarrkirche hl. Leonhard HERIS-ID: 16034 Objekt-ID: 12288 | Dorf 6 Standort KG: Plainfeld         | Von 1798 bis 1799 als Saalkirche mit Giebelturm errichtet. Bronzetore von Josef Zenzmaier aus 1964. Die Seitenaltarbilder - links das Bild Unterricht Mariä und rechts Hl. Georg - malte Josef Gold (1878). Orgel von Johann Mauracher aus 1869. | BDA-Hist.: Q16855665 Status: § 2a Stand der BDA-Liste: 2025-06-30 Name: Kath. Pfarrkirche hl. Leonhard GstNr.: 31/2 Pfarrkirche Plainfeld |
| ja   | Datei hochladen | Ansitz Pabenschwandt HERIS-ID: 4489 Objekt-ID: 334              | Pabenschwand 1 Standort KG: Plainfeld | Im 18. Jahrhundert als dreigeschoßiges Herrenhaus errichtet, 1844 für die Nutzung als Bauernhof umgestaltet, wobei Erker, Oktogonalanbau und Hauskapelle entfernt wurden, 1927 modernisiert.                                                     | BDA-Hist.: Q569894 Status: § 2a Stand der BDA-Liste: 2025-06-30 Name: Ansitz Pabenschwandt GstNr.: 89/1 Ansitz Pabenschwandt              |